# نصیب نصیبی
نصیب نصیبی (۲۰ فروردین ۱۳۱۹–۶ بهمن ۱۳۸۲) نویسنده و کارگردان پیشروی ایرانی بود.
او از بنیان‌گذاران جریانی به نام «سینمای آزاد» در سال ۱۳۴۸ خورشیدی بود و از مطرح‌ترین آثارش می‌توان به «مرگ یک قصه» و «چه هراسی دارد ظلمت روح» اشاره کرد.
تلفیق شعر و سینما از ویژگی‌های منحصربه‌فرد آثار او است و وی در آثارش از اشعار شاعران مطرحی همچون یدالله رؤیایی و فرخ تمیمی استفاده کرده‌است. نصیبی همچنین از امضاءکنندگان بیانیهٔ شعر حجم بود و در شکل‌گیری آن نقش داشت.
او در اواخر عمر نابینا شد و پس از چندی با پریدن از بالکن خانه به زندگی‌اش خاتمه داد.

## زندگی شخصی
نصیبی در ۲۰ فروردین ۱۳۱۹ به دنیا آمد. همسر او شهناز صاحبی، بازیگر تئاتر و سینما، بود که آشنایی آنها به سال ۱۳۴۹ و انتخاب بازیگر برای فیلم «چه هراسی دارد ظلمت روح» در کارگاه نمایش برمی‌گشت. آن دو فرزندی به نام نیاتوس داشتند که هم‌اکنون به اتفاق مادرش در تهران زندگی می‌کند.
برادر نصیب نیز بصیر نصیبی، دستیار کارگردان و منتقد سینمایی، است که مدیریت «سینما آزاد» را به عهده داشت و پس از انقلاب ۵۷ به آلمان مهاجرت کرد.
نصیبی سینما را با راهنمایی‌های پسرعمه‌اش هوشنگ کاووسی، کارگردان و منتقد سینما آغاز کرد. او تحصیلات آکادمیک نداشت و تنها چند دوره کلاس آزاد را گذرانده بود. با بسیاری از هنرمندان و شاعران نظیر «سعید نادری»، «فرخ تمیمی»، «یدالله رؤیایی»، «بهرام اردبیلی» و «هوشنگ آزادی‌ور» دوستی نزدیک داشت اما ارادت و شیفتگی خاصی نسبت به فریدون رهنما داشت که تا انتهای عمر نصیب باقی بود.
او در اواخر عمرش نابینا و خانه‌نشین شد و پس از آنکه از بستری شدن مادرش در خانه سالمندان باخبر شد با پریدن از بالکن خانه خودکشی کرد و پس از چند هفته زندگی در کما، درگذشت.

## فعالیت هنری
نصیبی پیش از انقلاب ۱۳۵۷ در بخش پژوهش تلویزیون ملی ایران به سرپرستی فریدون رهنما فعالیت می‌کرد و در نویسندگی و کارگردانی بیش از سی فیلم مستند و تجربی نقش داشت.
او در سال ۱۳۴۸ به اتفاق برادرش، بصیر نصیبی، جریانی را در سینمای آغاز کرد که به «جنبش سینمای آزاد ایران» معروف بود و در مقابل فیلمفارسی‌های رایج آن زمان قرار می‌گرفت. این جنبش با نمایش فیلم در آن سال در یک کودکستان آغاز شد و با حمایت فریدون رهنما از سال ۱۳۵۲ به تلویزیون ملی آن زمان راه پیدا کرد. این فیلم‌ها معمولاً به‌صورت هشت میلی‌متری با بودجهٔ بسیار پایین ساخته شده، اکثراً کوتاه یا نیمه‌بلند بوده و در قصه‌گویی، روایت و در نوع تصاویر خلاف جریان مرسوم فیلمفارسی ساخته می‌شدند. پس از انقلاب ۱۳۵۷ با از بین رفتن حمایت تلویزیون پس از انقلاب، مهاجرت چهره‌های مطرح جریان به خارج از کشور، نبود امکانات و تعطیلی مراکز سینما آزاد در شهرهای مختلف و… این جریان دچار افول شد.
از مطرح‌ترین آثار او می‌توان به مستند «معبد آناهیتا»، «مرگ یک قصه»، «چه هراسی دارد ظلمت روح»، «از کنگاور تا قصر شیرین»، «موزه آبگینه»، «شاهنامه فردوسی»، «خون یک خاطره»، «روستا در جنگ»، «راندن بیمار از تن بیماران»، «از اصفهان تا ابرقو»، «گواتی»، «یوش نیما»، «ابیانه شعری از گذشته» و «ایزدخواست» می‌توان اشاره کرد.
اولین فیلم او یعنی «خون یک خاطره» توانست در جشنوارهٔ فیلم‌های تجربی کالسروهه آلمان، جایزهٔ اول را کسب کند. هرچند به‌علت آنکه فیلم با ریورسالِ شانزده میلی‌متری ساخته شده بود و نگاتیو نبود، باید از آن کپی می‌گرفتند. آن کپی در فستیوال گم شد و دیگر هرگز نسخه‌ای از این فیلم پیدا نشد.
فیلم «مرگ یک قصه» نیز در «سینما تک» فرانسه پذیرفته و نمایش داده شد. پس از مرگ هانری لانگلوا، پس از پیگیری‌های برادر نصیب، نسخه‌ای از فیلم توسط کوستا گاوراس پیدا و منتشر شد. سارا آقابابایان، نویسنده و منتقد، «مرگ یک قصه» را «خوش ساخت‌ترین اثر سازنده‌اش در بهینه‌ترین جایگاه از آموزه‌های دو معلم نصیبی، پسرعمه‌اش هوشنگ کاووسی و مرشدش فریدون رهنما» قلمداد می‌کند. فیلم‌های او نظیر «مرگ یک قصه» اگرچه به جریان «هنر برای هنر» تعلق داشتند، اما حتی در میان هنرمندان موسوم به متعهد، مانند کرامت‌الله دانشیان و خسرو گلسرخی، نیز با استقبال روبرو شده بود.
فیلم «چه هراسی دارد ظلمت روح» از مطرح‌ترین آثار نصیبی است که پس از ساخت چند مستند برای رهنما، آن را با اختیار تام ساخت. عباس نعلبندیان، نمایشنامه‌نویس آوانگارد، در نوشتن و تنظیم دیالوگ‌ها به نصیبی کمک کرد و شکوه نجم‌آبادی، همسر نعلبندیان، نیز در این فیلم بازی کرد. شهناز صاحبی، فرهاد مجدآبادی، مهوش برگی، هوشنگ توزیع و محمود استادمحمد، رضا ژیان و فرخ تمیمی از دیگر بازیگران این فیلم پیشرو بودند.
«چه هراسی دارد ظلمت روح» در سینمای آزاد، تلویزیون، جشن هنر شیراز، دانشگاه آریامهر و… نمایش داده شد. در جشن هنر شیراز به گفتهٔ شهناز صاحبی، بازیگر فیلم، «مخاطبان خارجی فیلم را بسیار دوست داشتند و کارگردان را تحسین کردند اما اغلب ایرانی‌ها فحاشی کرده و حتی دانشجویان شیراز می‌خواستند صاحبی را کتک بزنند که این چه فیلمی است که بازی کرده‌است». یدالله رؤیایی این فیلم را نمونه‌ای از اجرای جریان حجم در سینما قلمداد می‌کند و با تحسین آن بیان می‌کند که «عصارهٔ نتیجه‌گیری انسانی است که از حاشیهٔ واقعیت‌های روزمره به راه می‌افتد و در تلاش باز کردن دریچه‌ای برای گریز، به ماوراء راه پیدا می‌کند». ابراهیم نبوی نیز آن را به همراه «چه پرستاره بود شبم» ناصر غلامرضایی از معدود آثار ماندگار سینمای آزاد می‌داند. نیاتوس نصیبی، فرزند کارگردان، نیز در مقاله‌ای «مفهوم مرگ در این فیلم را اندوهگین ندانسته بلکه گشایندهٔ درب جاودانگی» می‌داند. اما جواد طوسی، منتقد سینما، «چه هراسی دارد ظلمت روح» را «فیلمی عجیب، شبه آوانگارد و دارای یک حس و نگاه شاعرانهٔ به‌شدت انتزاعی و ناموفق می‌داند که ربطی به سینمای مستقل ندارد». سارا آقابابایان نیز آن را «آغشته به تجرید دادائیستی عباس نعلبندیان» و دارای تکلف می‌داند.
نصیبی از کسانی بود که به فیلمنامه چندان اعتقادی نداشت و در ساخت فیلم مستند، به خلاقیت سر صحنه و کار روی میز مونتاژ بیشتر اتکا می‌کرد. او به دنبال نوعی زبان شعر در سینما بود و از اشعار شاعران مطرحی مثل یدالله رؤیایی و فرخ تمیمی در آثارش استفاده می‌کرد. پویا رفویی، نویسنده و مترجم، در مقاله‌ای به نام «از شعر سینما» با بررسی دو فیلم «مرگ یک قصه» و «چه هراسی دارد ظلمت روح» بیان می‌کند که «شعر سینما» مقوله‌ای متفاوت از «سینمای شاعرانه» است و در آن «سینما به جای روایت، واژه واژه شعر می‌شود و جریان می‌یابد.»
نصیبی مقالات و مصاحبه‌های متعددی را در نشریات سینمایی قبل از انقلاب، نظیر نگین، منتشر کرده بود. او همچنین از امضاءکنندگان بیانیهٔ شعر حجم بود و بسیاری از جلسات شکل‌گیری این بیانیه در خانهٔ او برگزار می‌شد. وی از بسیاری از مصرع‌های شاعران جریان حجم، مثلاً دلتنگی شماره ۱۰ یدالله رؤیایی، در فیلم «چه هراسی دارد ظلمت روح» استفاده کرده و قصد اجرای حجم‌گرایی در سینما را داشته‌است.
او بعد از انقلاب ۱۳۵۷ مدتی از انظار پنهان شد و سپس مدتی به عنوان تصحیح‌کنندهٔ فیلمنامه در تلویزیون مشغول به کار شد. وی در سال‌های بعد چند مستند برای صدا و سیما ساخت و کم‌کم به علت کم‌بینایی خانه‌نشین شد و دیگر نتوانست فیلمی بسازد. از نصیبی ایدهٔ دو فیلم ساخته‌نشده بر روی ضبط صوت باقی مانده که یکی ادامهٔ فیلم «چه هراسی دارد ظلمت روح» و دیگری داستان «فرود»، پسر سیاوش در شاهنامه، است.

## مرگ
نصیبی پس از انقلاب ۱۳۵۷ از ایران مهاجرت نکرد و سعی کرد با وجود محدودیت‌ها به ساخت مستند در صداوسیما ادامه دهد. او در سال‌های آخر زندگی، بینایی‌اش را از دست داد. امید روحانی، منتقد سینما، این حادثه را به علت مصرف الکل تقلبی می‌داند اما شهناز صاحبی، همسر نصیبی، علت آن را آب آوردن مغز دانسته که به داد زدن‌های بی‌دلیل نصیبی و تشنج او در اواخر عمر نیز منجر شده بود. درنهایت او در اواخر دی ماه ۱۳۸۲، با پرت کردن خودش از تراس خانه‌اش به پایین خودکشی کرد و چند هفته بعد در ۶ بهمن ۱۳۸۲ در بیمارستانی در تهران درگذشت.
پس از مرگ وی بیانیه‌ای با امضای بسیاری از هنرمندان مطرح خارج از ایران نظیر نعمت آزرم، ایرج جنتی عطایی، نیلوفر بیضایی و همچنین کانون‌هایی نظیر کانون سینماگران ایران در تبعید منتشر شد که این مرگ خودخواسته را «اندوهی می‌دانست که تاریکی موجود در جامعهٔ ما را برجسته می‌کند».
در اردیبهشت ۱۳۸۳ توسط انجمن مستندسازان سینمای ایران، مراسمی به یاد او در ایران برگزار شد.